# Montessori Lyceum Groningen
Het Montessori Lyceum Groningen is een Nederlandse openbare Montessorischool voor voortgezet onderwijs in de stad Groningen, met onderwijs op de niveaus havo, atheneum en atheneumPlus. De school is onderdeel van het Zernike College.

## Geschiedenis
In 1969 Startte de van Randwijk-mavo met individueel voortgezet onderwijs. In 1983 moest de van Randwijk-mavo van de gemeente Groningen fuseren met het Thorbeckecollege. Uit onvrede over de positie van het individueel voortgezet onderwijs binnen deze nieuwe scholengemeenschap, werd in 1985 De Nieuwe School (D.N.S.) opgericht. In 1993 ging De Nieuwe School op in het Zernike College. De school werd omgevormd tot een montessori-afdeling, gevestigd in het gebouw van het Zernike College aan de Helper Brink. Dit was in het noorden van Nederland de eerste Montessori-afdeling voor voortgezet onderwijs. In het begin was Montessori een aparte stroom naast de reguliere onderbouw van het Zernike College Helper Brink. Sinds 2006 Volgen alle leerlingen op de locatie Helper Brink montessorionderwijs. Vanaf dan staat de locatie bekend als Zernike Montessori Junior College. In 2012 startte op het Zernike College Haren een Montessori bovenbouw.
In 2015 werd besloten het Zernike College in drie scholen te verdelen, omdat de school te groot was geworden. Het Montessori Lyceum Groningen is in 2016 ontstaan uit het Zernike Montessori Junior College en de montessori afdeling van het Zernike College Haren.

## Gebouw
De school bevindt zich in Groningen, in een gebouw in de wijk Helpman. Het gebouw komt uit 1926, en is ontworpen door stadsarchitect J.A. Mulock Houwer. In de toekomst krijgt de school mogelijk de locatie aan de Hora Siccamasingel van de Groningse Schoolvereniging er bij.

## Onderwijs
De school geeft les volgens het Montessorionderwijs. Op de school kunnen leerlingen havo, vwo en atheneumPlus volgen. Elk jaar organiseert de school in samenwerking met het Montessori Vaklyceum voor de onderbouw een Cultuurmarathon, een vierdaagse cultuur- en sportmanifestatie. Het Montessori Lyceum Groningen heeft een uitwisselingsprogramma met vele scholen elders in Europa.